# Alessandro Natta
Alessandro Natta (Oneglia, 7 de enero de 1918 - Imperia, 23 de mayo de 2001) fue un político comunista italiano, secretario general del Partido Comunista Italiano (PCI) de 1984 a 1988.

## Biografía

### Primeros años
Nacido en Imperia, Natta estudió en la Escuela Normal Superior de Pisa, junto al futuro presidente de la República Italiana Carlo Azeglio Ciampi, y comenzó a tomar parte en la oposición al régimen fascista de Benito Mussolini. Durante la Segunda Guerra Mundial, fue enviado como soldado a Grecia, y en el caos que siguió al armisticio de Italia con los Aliados, tomó parte en la defensa del aeropuerto de Gaddurà en Rodas, frente a los ataques alemanes. Capturado, rechazó colaborar con los alemanes y la República Social, siendo internado en un campo de concentración. 

### Su papel en el PCI
Natta regresó a Italia en agosto de 1945, y se afilió al PCI en Imperia, dedicándose por entero al Partido como liberado. Fue elegido concejal y posteriormente secretario de la federación local del PCI, convirtiéndose poco a poco en uno de los dirigentes más importantes del Partido junto a Luigi Longo. 
Fuerte partidario de la vía italiana al socialismo, siendo un cercano colaborador de Enrico Berlinguer, ganando un puesto en el secretariado del Partido. En 1969, fue el creador del informe que proponía la expulsión del Partido del grupo Manifesto. En 1984, tras la muerte de Berlinguer, Natta fue elegido secretario general. Aunque siguió en general la línea política de Berlinguer, trató de mejorar las tensas relaciones existentes con el Partido Comunista de la Unión Soviética. Por ello apoyó un viaje a la URSS organizado por Armando Cossutta, lo que generó una considerable controversia dentro del Partido.

### La escisión
Natta fue reelegido en el Congreso de Florencia de 1986, pero en 1988, tras un ataque al corazón, se vio forzado a dimitir dando paso a Achille Occhetto. Junto a Cossutta, se opuso firmemente a la propuesta de Occhetto de cambiar el nombre del Partido en la histórica escisión bolognina. 
La disolución del PCI, producto del XX Congreso en 1991, llevó al nacimiento de dos diferentes partidos, el mayoritario Partido Democrático de la Izquierda (PDS) de Occhetto y el minoritario Partido de la Refundación Comunista (PRC) fundado por Cossutta. Natta, al igual que el histórico Pietro Ingrao, optó por permanecer en el principal partido, el PDS, a pesar de estar en contra de la escisión y no ser muy optimistas acerca de las perspectivas para el nuevo partido socialdemócrata, por lo que lo abandona ese mismo año, retirándose de la política.